# ByteDance
Pour les articles homonymes, voir Byte.
Cet article concerne l'entreprise. Pour le réseau social qu'elle gère, voir TikTok.
ByteDance (chinois : 字节跳动 ; pinyin : Zìjié Tiàodòng) ou ByteDance Ltd. est une entreprise de nouvelles technologies internationale créée en 2012 par Zhang Yiming et dont le siège est enregistré aux îles Caïmans. Elle organise des plateformes de distribution de contenus  en s'appuyant sur l'apprentissage automatique. Son principal produit est Toutiao (« les titres du jour »), un système de recommandation qui a évolué en fil de contenus personnalisé comptant plus de 100 millions d'utilisateurs en août 2017. En 2016, elle lance Douyin, une plateforme de partage de vidéos courtes, dont une version internationale est lancée en 2017 sous le nom de TikTok. En 2017, elle rachète le concurrent chinois de TikTok Musical.ly, et l'agrégateur de nouvelles français News Republic. En 2018, elle fusionne Musical.ly avec TikTok, gardant le nom de TikTok.
L'entreprise emploie plus de 60 000 personnes en juillet 2020, dont plus de 6 000 censeurs fin 2018,,. En mars 2020, elle déclarait vouloir atteindre les 100 000 employés d'ici à la fin de l'année.
Financée par de grands fonds d'investissement américains et internationaux, l'entreprise non cotée en bourse est considérée dès 2018 comme l'une des plus grandes licornes du monde. En mai 2020, elle est valorisée à plus de 100 milliards de dollars, selon Bloomberg. Son chiffre d'affaires pour l'année 2019 serait 17 milliards de dollars, dont 3 milliards de profit.

## Histoire
Bytedance est créée en 2012 par Zhang Yiming.
En août 2018, ByteDance opère une levée de fonds de près de 3 milliards de dollars, ce qui en fait la start-up la plus valorisée au monde, à 75 milliards, devant Uber,.
En 2019, ses revenus sont estimés à 10 milliards d'euros, ses bénéfices n'étant pas connus. L'entreprise est une des startups d'origine chinoises (deux fondateurs sont Chinois) à plus forte croissance, et ses investisseurs sont l'entreprise technologique japonaise SoftBank et son fonds de placement Vision Fund, l'entreprise américaine de capital risque Sequoia Capital, et de grandes entreprises américaines de capital-investissement telles que KKR, General Atlantic (en) et Hillhouse Capital Group (en). Des analystes affirment que la forte croissance de ByteDance constitue une menace pour d'autres entreprises chinoises de nouvelles technologies dont le géant des réseaux sociaux et du jeu vidéo Tencent et le moteur de recherche leader Baidu. En juillet, ByteDance affirme que ses applications ont 1,5 milliard d'utilisateurs mensuels et 700 millions d'utilisateurs quotidiens.
En avril 2020, l'entreprise annonce vouloir recruter 10 000 personnes. Elle compte 60 000 collaborateurs et souhaite en atteindre 100 000 à la fin de l'année. La société est portée par TikTok, favorisée par la pandémie de Covid-19 qui oblige de nombreux pays du monde à pratiquer une politique de confinement. Toutefois la société reste diversifiée, l'agrégateur de médias Toutiao étant devenu le plus populaire de Chine. ByteDance demande une licence à Singapour pour y créer une banque numérique. Depuis sa création, la société a réussi à lever 4 milliards de dollars, dont 3 par le biais du Vision Fund de SoftBank.
En mars 2021, ByteDance annonce l'acquisition de Moonton Technology, un studio de jeux vidéo auteur de Mobile Legends, un clone mobile de League of Legends, pour 4 milliards de dollars. En mai 2021, Zhang Yiming, CEO du groupe, annonce qu'il quittera ses fonctions de directeur général fin 2021.
Bytedance est considéré comme une entreprise chinoise ; en 2021 le cyberspace d’administration of China (CAC) a pris une participation et une place au conseil d’administration.
En septembre 2024, Xavier Niel entre au conseil d'administration de ByteDance, en remplacement du belge Philippe Laffont.

## Produits
Du point de vue technique, l'entreprise est focalisée sur le développement et la mise en place d'intelligences artificielles dans ses produits.

### Musical.ly
Musical.ly, maintenant connue sous le nom de TikTok, a été fondée en 2014 par Alex Zhu et Luyu Yang, deux entrepreneurs chinois. L'application était initialement axée sur le partage de vidéos de playback synchronisé avec de la musique populaire, ce qui lui a valu une popularité rapide auprès des jeunes utilisateurs à travers le monde.

#### Fondation et Popularité
Musical.ly a été lancée en septembre 2014 et a rapidement gagné en popularité, en particulier parmi les adolescents et les jeunes adultes. L'application permettait aux utilisateurs de créer et de partager de courtes vidéos musicales, souvent avec des effets spéciaux et des filtres, ce qui la rendait très attrayante pour une génération habituée au contenu visuel rapide et accrocheur. En peu de temps, Musical.ly est devenue l'une des applications les plus téléchargées dans de nombreux pays, avec des millions d'utilisateurs actifs.

#### Acquisition par ByteDance
En novembre 2017, ByteDance, la société mère de TikTok, a annoncé l'acquisition de Musical.ly pour environ 1 milliard de dollars (800 million à 1 milliard). Cette acquisition a permis à ByteDance de consolider sa position sur le marché des médias sociaux et d'élargir sa portée à l'échelle mondiale. Musical.ly a ensuite été fusionnée avec TikTok, une application similaire de création de vidéos courtes, ce qui a conduit à la création d'une plateforme unifiée sous le nom de TikTok.

#### Transition vers TikTok
Après l'acquisition, Musical.ly a été progressivement intégrée à TikTok, avec les fonctionnalités et le contenu transférés sur la plateforme TikTok existante. Cette transition a été relativement transparente pour les utilisateurs qui ont continué à créer et à partager du contenu de manière similaire à avant, mais sous le nom de TikTok. Tous les comptes sur Musical.ly ont été transférés sur TikTok sans changement des noms. Cette fusion a contribué à renforcer la position de TikTok en tant que leader mondial dans le domaine des applications de médias sociaux axées sur de courtes vidéos,.

### Douyin
Bytedance en septembre 2016 lance Douyin, une application mobile de partage de vidéos courtes pour le marché chinois. Douyin est principalement utilisée en Chine  tandis que TikTok est populaire dans le reste du monde. La plateforme propose une variété de fonctionnalités, notamment la création et le partage de vidéos courtes, la messagerie instantanée et les filtres de réalité augmentée. Pour garantir la sécurité des utilisateurs plus jeunes, Douyin offre des options de contrôle parental, y compris des restrictions d'âge et la possibilité de filtrer le contenu inapproprié pour les utilisateurs de 14 ans et moins,.

### TikTok
En 2017, ByteDance lance TikTok, une version de Douyin pour les marchés situés hors de Chine, sur des serveurs et avec une politique de contenu différents, pour respecter les exigences de la censure d'Internet en république populaire de Chine. Douyin et TikTok deviennent les principaux services de ce type en Asie, et TikTok est considérée comme l'application ayant la plus forte croissance tous pays confondus, et l'application de partage de clips qui rassemble la plus grande communauté. Le 9 novembre 2017, ByteDance acquiert la plateforme chinoise de vidéos concurrente Musical.ly, pour près d'un milliard de dollars. Le 2 août 2018, l'entreprise fusionne Musical.ly et TikTok, conservant le nom de TikTok pour l'application résultante,,.
Historique et Expansion
L'application a été renommée TikTok pour le marché international en septembre 2017. En novembre 2017, ByteDance a acquis Musical.ly, une autre application de partage de vidéos populaire, et a intégré ses fonctionnalités à TikTok, ce qui a accéléré sa croissance sur le marché mondial.

#### Croissance et Téléchargements
TikTok a connu une croissance explosive depuis son lancement. En 2018, TikTok était l'application la plus téléchargée aux États-Unis. En 2020, l'application a dépassé les deux milliards de téléchargements dans le monde, et en 2021, elle avait été téléchargée plus de 3 milliards de fois. En 2024, TikTok a franchi une nouvelle étape en dépassant les 4,5 milliards de téléchargements globaux.

#### Répartition des Utilisateurs par Pays
TikTok est particulièrement populaire dans plusieurs pays, notamment :
- États-Unis : TikTok compte plus de 150 millions d'utilisateurs actifs mensuels aux États-Unis ;
- Brésil : Le Brésil est un autre marché clé, avec environ 100 millions d'utilisateurs actifs ;
- Indonésie : TikTok a environ 99 millions d'utilisateurs actifs en Indonésie ;
- Russie : TikTok est également très populaire en Russie avec plus de 70 millions d'utilisateurs actifs, Afrique, Vietnam, Japon, Amerique latine.

TikTok compte aujourd'hui plus de 285 millions d'utilisateurs actifs mensuels dans l'union européenne (et plus de 21,4 millions en France),.

#### Statistiques clés
- Date de lancement : Septembre 2016
- Téléchargements globaux : Plus de 4,5 milliards
- Nombre d'utilisateurs actifs mensuels : Plus de deux milliards.

Il n'a fallu que cinq ans à TikTok pour franchir le cap du milliard d’utilisateurs, tandis que ses concurrents Instagram et Facebook y sont parvenus respectivement en plus de 7 et 8 ans. Nouveau géant du paysage des réseaux sociaux, lancé sur le marché international en 2017, TikTok permet le partage de clips vidéo. Les utilisateurs y créent, éditent et partagent des clips vidéo de courte durée, modifiés par des filtres et accompagnés des dernières tendances musicales. Loin d’être seulement l’apanage des plus jeunes, 32 % des adultes français disaient utiliser régulièrement TikTok en 2023, dont plus d’un tiers des 30-39 ans. Aujourd’hui connu et utilisé dans le monde entier, TikTok est la version internationale de l’application Douyin, créée en 2016 par la société chinoise ByteDance. Avec une valeur de marque de plus de 84 milliards de dollars en 2023, les deux jumelles (TikTok et Douyin) sont très populaires sur leurs marchés respectifs. Toutefois, elles sont tout autant adulées que décriées : entre accusations d’espionnage, de propagande, de désinformation et de propagation de diktats toxiques, TikTok accumule les poursuites et les amendes.

#### Nouveau géant de réseaux sociaux
Lancé en 2017 et boosté par la crise sanitaire du coronavirus qui a permis aux services de divertissement numérique, aux réseaux sociaux et au streaming de connaître une croissance fulgurante, TikTok a su s’imposer durablement aux côtés de géants du secteur tels Facebook, Youtube et Instagram. Malgré cette réussite, TikTok n’a pas immédiatement eu le succès escompté à son lancement : la plateforme Musical.ly, dédiée à la publication de selfies et déjà bien implantée en Europe et aux États-Unis à cette époque, a été difficile à concurrencer. Fin 2017, ByteDance rachète finalement Musical.ly et fusionne l’application avec TikTok l’année suivante. Les résultats sont au rendez-vous : depuis début 2018, TikTok enregistre à chaque trimestre plus d’une centaine de millions de téléchargements, dont un pic à 313 millions pour le seul trimestre 2020 et 273 millions au troisième trimestre 2023. En janvier 2024, TikTok dénombrait plus d’1,5 milliard d’utilisateurs actifs à travers le monde.
Grâce au succès de sa plateforme TikTok, dont la valeur de marque a augmenté de presque 350 % entre 2020 et 2023, ByteDance était la première licorne au monde en 2023, avec une valorisation de 225 milliards de dollars, devant SpaceX et Shein. Alors que le chiffre d’affaires des applications de ByteDance est généré à plus de 98 % par TikTok, l'entreprise chinoise monétise le succès de sa plateforme en proposant des espaces publicitaires, l'offre de vidéos courtes de TikTok étant particulièrement adaptée à l'hébergement de messages commerciaux.

#### Profiles des utilisateurs et évènements des utilisateurs
Du contenu cuisine, des conseils pour les soins du visage… L’offre de contenu généré sur TikTok est aussi vaste que sa base d’utilisateurs : le monde entier consomme ces clips vidéo courts. Alors que la version chinoise de la plateforme, Douyin, est utilisée régulièrement par 63 % des adultes chinois, TikTok est aussi extrêmement populaire aux États-Unis, en Indonésie et au Brésil. En France, plus de 21,4 millions utilisent la plateforme. Dans tous les cas, les utilisateurs de TikTok sont surtout jeunes : un tiers des utilisateurs adultes de TikTok avait entre 18 et 24 ans en janvier 2024. Cette popularité mondiale assure de larges revenus à la plateforme : au quatrième trimestre 2023, TikTok a généré près de 707 millions de dollars grâce à ses utilisateurs dans le monde entier. En effet, TikTok propose aux utilisateurs d’effectuer directement des dépenses sur la plateforme pour acheter des « coins » et réaliser des achats sur l’application, consistant principalement en des cadeaux, envoyés aux créateurs préférés des utilisateurs.
Si les revenus de TikTok générés par les utilisateurs sont aussi colossaux, on imagine aisément la popularité dont jouissent les créateurs de contenu : alors que des influenceurs français tels que Nico Capone  et Akams cumulaient chacun plus de 20 millions d’abonnés en 2023, ils s’enrichissent également de façon considérable, comme l’Américaine Charli D'Amelio ou l'italien-sénégalais Khaby Lame qui avaient déjà touché plus de 23 millions de dollars grâce à leurs activités sur TikTok en septembre 2023. L’influence de ces créateurs de contenu est telle que 41 % des jeunes français pensent qu’un TikTokeur fort d’un nombre important d’abonnés est une source fiable. Face à l’engouement des jeunes pour TikTok et ses influenceurs, les sphères politiques se sont également prises au jeu : impossible de ne pas saisir l’opportunité d’attirer les jeunes. S’il est difficile d’y aborder en profondeur les débats et les sujets d’actualité, cette nouvelle stratégie de communication porte toutefois ses fruits : des personnalités telles qu’Emmanuel Macron, Jean-Luc Mélenchon et Jordan Bardella cumulent chacun plusieurs millions de followers.

#### Une plateforme critiquée
TikTok ne finit pas d’accumuler les controverses, qu’elles tiennent au format en lui-même ou à la teneur des contenus générés par les utilisateurs. La première critique assénée à la plateforme chinoise tient effectivement à la durée très restreinte des vidéos, qui, dans une nécessité de concision, oblige les utilisateurs à abréger l’argumentation de leurs idées. Alors que la question du temps passé devant les écrans est vivement débattue dans notre société, les clips TikTok s’enchaînent et finissent par plonger les utilisateurs dans un « rabbit hole », c’est-à-dire une consommation – voire une addiction – démesurée de contenu pendant plusieurs dizaines de minutes, voire plusieurs heures.
Quant au fond, les critiques se font plus violentes encore : TikTok est accusé de véhiculer des idéaux de perfection physique toxiques, des défis dangereux ainsi que de nombreux clips de désinformation. Chaque trimestre, plusieurs dizaines de millions de vidéos sont supprimées de la plateforme. Toutefois, malgré l’indignation suscitée par les conséquences délétères de la plateforme, cela n’a pas empêché le lancement de la nouvelle-née TikTok Lite, dont le principe consiste à gagner de l’argent en regardant toujours plus de contenu.
Plus qu’une question de contenu et de consommation toxiques, TikTok ne manque pas de s’attirer les foudres des sphères gouvernementales internationales. En novembre 2022, TikTok a mis à jour sa politique de confidentialité donnant la possibilité à ses salariés en Chine de consulter les données de ses utilisateurs européens, « selon les besoins du service ». Accusé d’espionnage et de propagande pour le compte des autorités chinoises et redouté, coup dur pour la plateforme serait son interdiction aux États-Unis, alors que le pays représente de loin la plus grande audience sur TikTok. Une éventuelle interdiction favoriserait les principaux concurrents de ByteDance dans la région, à savoir Meta et YouTube, qui ont eux aussi lancé des formats vidéo courts - sur la vague de la popularité de TikTok.

### News Republic
En 2017, ByteDance rachète à Cheetah Mobile l'application News Republic, un agrégateur d’actualités fonctionnant comme un réseau social, pour 87 millions de dollars. L'application, créée en France avant d'être rachetée par Cheetah Mobile puis ByteDance, propose des nouvelles de plusieurs milliers de médias à travers le monde et compte plus de 10 millions d’utilisateurs en mai 2019. Suivant un accord avec Samsung et Huawei, l'application est préinstallée sur les smartphones de ces deux marques.

### Toutiao
En 2019, l'agrégateur de nouvelles, aussi appelé Jinri-Toutiao, est l'un des plus populaires de Chine, avec des installations sur plus de 240 millions appareils distincts en novembre 2018. L'application utilise des algorithmes d'intelligence artificielle pour proposer un fil de contenus personnalisé. En 2017, l'utilisateur moyen utilisait l'application plus de 74 minutes chaque jour, soit plus que les utilisateurs moyens de Facebook, et deux fois plus que Snapchat. Plus de la moitié de ce temps était passé à regarder des vidéos courtes. Avec 10 milliards de vues par jour, l'application était ainsi considérée comme le YouTube chinois (tout en offrant d'autres contenus),.

### Projet d'application de streaming musical
Selon Bloomberg, ByteDance s'apprêtait en 2019 à lancer un service de streaming musical, concurrençant notamment Spotify et Apple Music,.

### Xiaomingbot
En juillet 2020, ByteDance présente Xioamingbot, un programme basé sur l'intelligence artificielle comprenant un générateur d’articles, un traducteur, un lecteur multilingue, et un avatar animé. Le programme, développé en collaboration avec des chercheurs de l'université Jiao-tong de Shanghai, est capable de créer des articles d’actualité à partir de données telles que des statistiques de score, et de les traduire dans différentes langues et de les faire lire par un  personnage de présentatrice TV virtuelle[réf. nécessaire].

### Ripple
En juillet 2023, la societe teste une nouvelle application qu'elle a conçue et qui permet de créer de la musique de façon simplifiée,

### TikTok Music
En juillet 2023, elle lance la plateforme TikTok Music qui doit concurrencer Spotify et Apple Music.

### Capcut

#### Histoire
CapCut a été lancée en 2020 par ByteDance en réponse à la demande croissante de contenu vidéo de haute qualité. L'objectif était de fournir une plateforme de montage vidéo intuitive et puissante pour les utilisateurs du monde entier. Conçue avec une interface conviviale et une gamme de fonctionnalités paire à paire avec TikTok, l'application a rapidement gagné en popularité parmi les créateurs de contenu et les amateurs de réseaux sociaux.

#### Popularité
Depuis son lancement, CapCut a connu une croissance exponentielle. Avec plus de 500 millions de téléchargements, l'application est devenue un incontournable pour ceux qui cherchent à créer et éditer des vidéos de manière professionnelle et conviviale. Cette popularité est due en partie à la qualité des outils de montage disponibles sur CapCut, ainsi qu'à son intégration étroite avec TikTok, la plateforme de médias sociaux également détenue par ByteDance. De nombreux créateurs de contenu sur TikTok utilisent CapCut pour produire des vidéos avant de les partager sur la plateforme, renforçant ainsi la notoriété de l'application et stimulant sa croissance continue.

## Controverses
Comme n'importe quelle autre entreprise présente sur le territoire chinois, la filiale Beijing Info Services Co Ltd. comprend un comité interne du Parti communiste chinois ainsi que des partenariats stratégiques avec des entreprises soutenues par le Parti communiste à Pékin et Shanghai,. L'entreprise employant 6 000 censeurs fin 2018,,.

### Neihan Duanzi
En 2018, ByteDance est forcée de supprimer sa toute première application Neihan Duanzi, dédiée à l'humour, à la suite d'une purge gouvernementale lors de laquelle les régulateurs chinois condamnent le contenu « vulgaire et inapproprié » de l'application qui aurait violé les mœurs sociales et « causé un fort dégoût ». Zhang Yiming, fondateur de ByteDance, publie une lettre d'excuses dans laquelle il s'excuse pour avoir « dévié des valeurs socialistes » et s'engage à ce que l'entreprise travaille pour assurer que les voix du Parti communiste soient « diffusées avec force »,. ByteDance annonce une préférence à l'embauche pour les membres du Parti communiste chinois et une augmentation du nombre de censeurs de 6000 à 10 000 employés,,.

### Toutiao Search
Le moteur de recherche de ByteDance Toutiao Search, concurrent du moteur chinois dominant Baidu, est accusé de censurer les recherches liées à des sujets sensibles pour le gouvernement chinois, comme les manifestations de la place Tian'anmen ou les manifestations de Hong Kong, et de diriger les utilisateurs vers des contenus produits par l'Etat chinois et promouvant le point de vue de ce dernier.

### Douyin et TikTok
Le rôle de ByteDance en tant qu'entreprise des nouvelles technologies fondée par deux ingénieurs Chinois et, en particulier, le succès mondial de TikTok suscitent une forte attention internationale sur les enjeux de propagande et de liberté d'expression, ainsi que de confidentialité et de sécurité des données. Des chercheurs s'inquiètent notamment du potentiel de TikTok comme arme éventuelle du gouvernement chinois dans la guerre informationnelle mondiale, les méthodes de censure du gouvernement chinois appliquées à Douyin pouvant être reprises ou adaptées sur TikTok. En effet, Douyin, qui est uniquement accessible en Chine, est soumise à la vision du Parti communiste chinois (PCC) sur les contenus et sources appropriés, et doit respecter des règles de censure ainsi que le Grand Firewall de Chine. L'application a ainsi adopté une définition large des contenus indésirables, interdisant notamment tous ceux jugés « incommodants ». Selon un spécialiste de la Chine, tous les contenus qui contreviennent à la ligne officielle du PCC sur Douyin, notamment l'emprisonnement des Ouïghours, la corruption de membres haut placés du PCC ou les vidéos des manifestants à Hong Kong, sont rapidement retirés.
En termes de propagande, des chercheurs soulignent l'utilisation de Douyin et potentiellement TikTok par le PCC. Pour un spécialiste de l'industrie numérique chinoise, les contenus généralement légers et amusants de Douyin aident à faire passer les messages de propagande nationaliste approuvés par les autorités chinoises. Selon un spécialiste du marketing sur TikTok, la plateforme a un potentiel massif pour changer les perceptions du public international, cela étant facilité par le fait que la plupart des usagers sont jeunes et relativement faciles à influencer. Des chercheurs notent également que les plateformes de ByteDance pourraient être utilisées pour des campagnes de désinformation en ligne à l'étranger, comme les autorités chinoises ont déjà fait sur Facebook, Twitter et YouTube, en créant des faux comptes pour dénigrer les manifestants hongkongais.

#### Censure de la répression des Ouïghours en Chine
Le sujet de la répression des Ouïghours en Chine est censuré ou masqué sur Douyin, menant à des vidéos qui tentent de contourner cette censure,. En novembre 2019, une vidéo sur ce sujet publiée par une adolescente américaine sur TikTok devient virale, avant que son téléphone ne soit bloqué sur la plateforme. La vidéo est également, selon TikTok, brièvement retirée à la suite d'une erreur d'un de ses modérateurs, avant d'être réinstaurée. Face au retentissement de l'affaire, TikTok affirme ne pas modérer les contenus en fonction de sensibilités politiques et avoir effectué ce blocage en raison d'une autre vidéo montrant Oussama Ben Laden, contrevenant à sa politique de contenu. La plateforme débloque ensuite le téléphone, affirmant qu'à l'évidence la vidéo (satirique,) montrant Oussama Ben Laden n'était pas mal intentionnée. La plateforme affirme que les vidéos sur la situation des Ouïghours en Chine sont autorisées, et que la vidéo virale ne viole en rien sa politique de modération. La BBC note que si d'autres vidéos critiquant le traitement des Ouïghours en Chine sont présentes sur la plateforme, elles ne reçoivent en général de loin pas autant d'attention,,.

#### Censure des manifestations de 2019-2020 à Hong Kong
En septembre 2019, le quotidien américain Washington Post, relevant la difficulté à retrouver sur TikTok plus qu'un nombre très faible de vidéos sur les manifestations de Hong Kong, alors qu'elles sont très nombreuses sur Twitter, accuse TikTok de censure. Le quotidien notant toutefois qu'il pourrait s'agir d'autocensure de la part d'utilisateurs craignant de publier des contenus sensibles pour l'Etat chinois sur une plateforme chinoise. Il note également que les contenus utilisant les hashtags populaires liés aux manifestations sont également quasi- ou totalement absents. Il souligne l'opacité des décisions de ByteDance en matière de modération de contenus, et regrette que l'entreprise ne fournisse pas d'outils permettant à des personnes externes d'effectuer des recherches sur le sujet. ByteDance répond que les données des utilisateurs américains de l'application sont stockées aux États-Unis et à Singapour et ne sont pas soumises à la loi chinoise, et que la modération des contenus pour ces utilisateurs est gérée par une équipe américaine qui n'est pas influencée par le gouvernement chinois. ByteDance ne donne toutefois pas de détails sur la manière dont les contenus sont modérés et sur ce qui empêche l'influence des autorités chinoises sur les modérateurs. L'entreprise affirme également que si les publications sur Hong-Kong sont si peu présentes, c'est parce que la plate-forme est consacrée au divertissement et non à la politique, les utilisateurs de l’application cherchant un « contenu positif et joyeux »,. Elle ne fournit par contre pas de réponse à la question de savoir si la politique de modération des évènements de Hong Kong est la même sur TikTok que sur Douyin.

#### Documents sur la politique de modération révélés auGuardian
Le journal The Guardian obtient peu après des documents qui confirment une censure sur TikTok des contenus anti-gouvernements chinois ou considérés comme sensibles vis-à-vis d'autres gouvernements et sociétés. Les vidéos doivent être masquées et peu accessibles, et semble-t-il totalement supprimées pour les plus sensibles, comme les vidéos promouvant le Falun Gong,,. ByteDance répond en affirmant que ces règles révélées ne sont plus en vigueur depuis mai 2019,, et que TikTok aurait au départ adopté une approche « brute » pour minimiser les conflits sur la plateforme, avant de se décider à modérer les contenus de façon plus locale. L'entreprise affirme que TikTok travaillera avec des comités locaux indépendants pour évaluer en continu ses politiques de modération et reconnaît le besoin d'une plus grande transparence au sujet de ces politiques. The Guardian révèle ensuite des informations sur les règles locales, dont un ensemble de règles dit « Strict » pour les pays à morale conservatrice, et un autre lié à des pays spécifiques. Le journal relève que la politique pour la Turquie interdit les contenus montrant la consommation d'alcool, les représentations de dieux « non-islamiques », l'homosexualité et les mouvements pour les droits LGBT (toutes des pratiques et représentations légales dans le pays), les contenus liés au séparatisme kurde et les critiques du fondateur de la République de Turquie Mustafa Kemal Atatürk et du président Recep Tayyip Erdoğan. Les responsables de TikTok répondent à ces deuxièmes révélations en affirmant que les règles concernant la Turquie ne sont plus en vigueur,.
En mars 2020, TikTok admet que ses pratiques « ne sont pas sans reproche » et annonce l'ouverture d'un centre de modération « transparent » à Los Angeles, où des observateurs extérieurs pourront évaluer ses pratiques en termes de régulation de contenus. TikTok affirme également qu'elle donnera à terme à ces observateurs un accès au code de l'application, afin de leur permettre de juger de ses efforts en matière de sécurité et de vie privée et de l'aider à « améliorer sa politique de modération et ses systèmes de sécurité ».

#### Confidentialité et espionnage
Plusieurs gouvernements accusent TikTok d’être un cheval de Troie du gouvernement chinois. En décembre 2022, ByteDance admet avoir utilisé l'application pour espionner deux journalistes qui enquêtaient sur ByteDance et auraient bénéficié de fuites de la part de certains employés de l'entreprise,.
En 2023, un député américain accuse un responsable de TikTok de conduire les jeunes au suicide en inondant leur « pour toi « de vidéos noires / dark. »
Le 2 août 2024, le ministère américain de la Justice et la Federal Trade Commission, intente une action en justice contre ByteDance et son entreprise rattachée TikTok, pour avoir violé une loi interdisant aux entreprises de collecter et d'utiliser les informations personnelles des enfants de moins de 13 ans.